# Mudja
Stefan Vuksanović (srbsky Стефан Вуксановић), známější jako Mudja (* 4. září 1998, Požarevac), je srbský youtuber, internetová osobnost, hráč, bavič a streamer na YouTube. Stefan byl po velmi dlouhou dobu nejodebíranějším srbským youtuberem. Je prvním srbským youtuberem, který dosáhl 1 milion odběratelů.

## Osobní život
Narodil se 4. září 1998 ve městě Požarevac, Srbsko a Černá Hora. Jeho otcem je interiérový designér Saša Vuksanović a jeho matkou je Vesna Vuksanović. Jméno jeho kanálu na YouTube pochází od jeho dědy. Když byl Stefan mladší, lidé se mu posmívali kvůli jeho přezdívce. Dokončil základní a střední školu v Kostolaci. Je v otevřeném vztahu se srbskou youtuberkou známou jako Jana Dačović.

## Kariéra
Své první video na YouTube natočil v pouhých patnácti letech. Podařilo se mu přimět otce, aby mu pomohl s natáčením videí. Do 12. listopadu 2013 se jeho kanál jmenoval SRB Gamer, následně si změnil jméno na Mudja. V roce 2014 začali Stefan a jeho otec natáčet herní videa. První videohra, kterou společně natočili, byla fotbalová hra PES. Známá jsou však především jejich videa ze hry GTA V.
V roce 2016 se objevil v Junior Gaming League, spolu s youtubery SerbianGamesBL, MarkoKOFS, BloodMaster a FullTV. O rok později byl společně s otcem na Balkan Tube Festivalu v Bělehradě spolu s dalšími youtubery jako Marija Žeželj, Miloš HD, SupremeNexus a mnoha dalšími. Dva známí srbští zpěváci, Vuk Mob a Gasttozz, se stali hosty jednoho z jeho videí, kde proti sobě soutěžili ve videohře GTA V.
Roku 2018 dorazil Mudja na festival Reboot InfoGamer v Záhřebu. Ve stejném roce se se svým otcem zapojili do humanitární peněžní sbírky pro nemocnou tříletou dívku Nikolinu.
V roce 2019 se zúčastnil festivalu Gaming in the Sky v Záhřebu. Ve stejném roce společně se sponzorem Dijamant a dalšími youtubery Baka Prase, Stuberi a Yasserstain podnikl cestu karavanem do města Niš.
V roce 2019 se ukázalo, že v Srbsku je název jeho kanálu jedním z nejvyhledávanějších výrazů na internetu, vedle televizního pořadu Zadrugy, zpěváka Rasty a youtubera Baka Prase.